# Carolina Bang
Carolina Herrera Bang (n. 21 septembrie 1985, Santa Cruz de Tenerife, Provincia Santa Cruz de Tenerife, Spania, cunoscută profesional sub numele Carolina Bang) este o actriță spaniolă. Este cel mai cunoscută pentru rolurile sale din filmele lui Álex de la Iglesia, Baladă tristă de trompetă  (2010), La chispa de la vida  (2012), Vrăjitoarele din Zugarramurdi  (2013), Mi gran noche  (2015) sau El bar  (2017). Pentru rolul din Baladă tristă de trompetă a fost nominalizată la Premiul Goya pentru cea mai bună actriță debutantă.

## Filmografie
| An   | Titlu                              | Titlu spaniol                 | Format      | Rol                 | Note                                        |
| ---- | ---------------------------------- | ----------------------------- | ----------- | ------------------- | ------------------------------------------- |
| 2007 | Madrid – Moscow                    | Madrid – Moscú                | Scurtmetraj | Fată                |                                             |
| 2008 | Tell Me that I                     | Dime que yo                   | Scurtmetraj | Fosta iubită        |                                             |
| 2008 | The Storymaker                     | El forjador de historias      | Scurtmetraj | Asistentă medical   |                                             |
| 2008 | Pluto B.R.B. Nero                  | Plutón B.R.B. Nero            | Serial TV   | Lorna               | 2008–09                                     |
| 2009 | Oamenii lui Paco                   | Los hombres de Paco           | Serial TV   | Maya Azcárate       | 1 episod                                    |
| 2009 | The Successful Pells               | Los exitosos Pells            | Serial TV   | Marina Fernández    |                                             |
| 2010 | Balada tristă de trompetă          | Balada Triste de Trompeta     | Film        | Natalia             | Nominlizare—Goya Award for Best New Actress |
| 2011 | 036                                | 036                           | Scurtmetraj | Susana              |                                             |
| 2011 | Rasputin's Dagger                  | La daga de Rasputín           | Film        | Ludmila             |                                             |
| 2011 | Aida                               | Aída                          | Serial TV   | Rolul ei            | 1 episod                                    |
| 2011 | Tărâmul lupilor                    | Tierra de lobos               | Serial TV   | Inés                | 2011–14                                     |
| 2011 | As Luck Would Have It              | La chispa de la vida          | Film        | Pilar               |                                             |
| 2012 | Pascal's Bet                       | La apuesta de Pascal          | Scurtmetraj | Estefanía           |                                             |
| 2013 | Vrăjitoarele din Zugarramurdi      | Las brujas de Zugarramurdi    | Film        | Eva                 |                                             |
| 2014 | Change of the Route                | Cambio de ruta                | Film        | Julia               |                                             |
| 2014 | Shrew's Nest                       | Musarañas                     | Film        | Elisa               |                                             |
| 2014 | Blind Dates                        | Ciega a citas                 | Serial TV   | Covadonga           |                                             |
| 2014 | Velvet                             | Velvet                        | Serial TV   | Verónica Lago       | 1 episod                                    |
| 2014 | Menu for Two                       | Dos a la mesa                 | Film        | Belén               |                                             |
| 2015 | The Same Skin                      | La misma piel                 | Scurtmetraj | Femeie              |                                             |
| 2015 | My Big Night                       | Mi gran noche                 | Film        | Cristina            |                                             |
| 2016 | Yesterday and Tomorrow             | Ayer y mañana                 | Scurtmetraj | Femeie              |                                             |
| 2016 | The Future Is Not What It Once Was | El futuro ya no es lo que era | Film        | Luisa               |                                             |
| 2016 | Web Therapy                        | Web Therapy                   | Serial TV   | Isabel Valero       |                                             |
| 2016 | Víctor Ros                         | Víctor Ros                    | Serial TV   | Madame de Suberwick |                                             |
| 2017 | În pielea mea                      | Pieles                        | Film        | Psihiatru           |                                             |
| 2017 | Perfect Strangers                  | Perfectos desconocidos        | Film        |                     |                                             |
| 2017 | Dorien                             | Dorien                        | Serial TV   | Dorien              | 2017–18                                     |